# Oxysychus fusciclavula
Oxysychus fusciclavula is een vliesvleugelig insect uit de familie Pteromalidae. De wetenschappelijke naam is voor het eerst geldig gepubliceerd in 2004 door Xiao & Huang.